# 柯富士道
柯富士道（英語：Orfus Road）是加拿大安大略省多倫多的一條著名街道，位於約杜（Yorkdale）社區，介於加里東道（Caledonia Road）與德化林街（Dufferin Street）之間。它主要由散貨場（主要是時裝店）、約杜成人日間學校（Yorkdale Adult Day School）及Rinx娛樂中心組成，有「多倫多的加連威老道」之稱。